# Jerrygibbsite
La jerrygibbsite è un minerale appartenente al gruppo dell'humite.

## Origine e giacitura
È stata rilevata nella località di Franklin Furnace, nel New Jersey, negli Stati Uniti, e nella regione di Otjozondjupa in Namibia.